# Domenico Pellizzi
Domenico Pellizzi (Vezzano sul Crostolo, 30 aprile 1818 – Reggio Emilia, 4 maggio 1874) è stato un pittore italiano.

## Biografia
Domenico Pellizzi nasce a Vezzano sul Crostolo, piccolo centro urbano dell'allora Ducato di Reggio collocato sulle prime alture dell'Appennino reggiano, a sud del capoluogo Reggio Emilia, il 30 aprile 1818, figlio di Ippolito e Rosa Fontana, famiglia della piccola borghesia provinciale. Già dalla giovane età dimostra una inclinazione al disegno e i genitori lo indirizzano ad approfondire la tecnica presso la locale Accademia delle belle arti dove entra nel 1830. Qui, sotto la guida di Prospero Minghetti, si mette ben presto in luce nella pittura di figura, eseguendo copie di quadri famosi come, tra le altre, La Vergine col Bambino del Francia e un'altra Madonna tratta da Cima da Conegliano, riuscendo inoltre all'età di solo 16 anni a ottenere un premio di seconda classe nella scuola.
Si trasferì poi a Parma nel 1837, secondo altre fonti solo cinque anni più tardi, e si iscrisse alla locale Accademia delle belle arti. Fu lì che ricevette molte lezioni fondamentali, compresi i corsi sul classicismo di Giovan Battista Borghesi. Alle mostre degli anni parmensi espose un disegno della testa di Antonio Canova (esposto dal 1837 a Modena con una copia di Guido Reni) e un vivace dipinto intitolato I buoni fanciulli (inviato nel 1847 alla Triennale di Modena con un'incisione). 
Dopo aver preso parte ai moti militari del 1848, a causa delle simpatie liberali lasciò il Ducato di Reggio trasferendosi a La Spezia, da dove poi si spostò a Firenze, dove rimase un anno studiando con Giuseppe Bezzuoli.

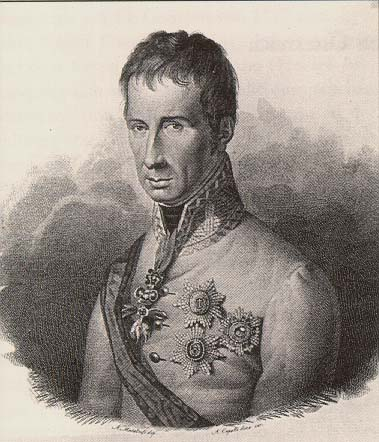
Francesco IV d'Austria-Este ritratto da Pellizzi.

Durante il suo soggiorno a Firenze, iniziò la sua Nascita della Vergine, e intorno al 1849 eseguì uno schizzo del dipinto Consolare gli afflitti di Francesco Scaramuzza (schizzo esposto nel 1850 alla Società d'incoraggiamento per gli artisti di Modena). Nell'ottobre del 1849 si reca a Roma nello studio di Alfonso Chierici con l'amico e concittadino Alessandro Prampolini, di cui esegue il ritratto tra il 1850 e il 1853. Durante il suo soggiorno romano si avvicinò al purismo frequentando il circolo di Tommaso Minardi e dipinse la Strage degli innocenti, grande tela di gusto accademico esposta, così come il Ritratto di Prampolini, nei Musei Civici di Reggio Emilia.
Nel 1854, essendo deceduto il Minghetti, fu richiamato nel ducato a rilevarne l'incarico come prefetto della cattedra di disegno e pittura all'Accademia di belle arti di Reggio Emilia. Il suo insegnamento fu accompagnato da un intenso periodo di consulenza e di direzione artistica e amministrativa, come alla Pinacoteca Comunale e al teatro comunale, che portò a forti critiche su alcuni suoi interventi artistici, l'introduzione di medaglioni con figure allegoriche nelle decorazioni del teatro. In questo periodo eseguì numerose commissioni, tra cui un dipinto di San Filippo per la chiesa di San Filippo Neri (1855) e uno di San Francesco che salva un annegato per la chiesa di San Francesco (1856, anche se completato da Emilio Amadei).
Nel 1859 fu nominato aggiunto al direttore, nonché segretario e professore di pittura alle belle arti di Reggio Emilia, incarico che gli venne rinnovato due anni più tardi, e quello stesso anno nominato socio onorario e professore di quella di Modena.
Tra il 1865 e il 1868, negli ultimi anni di vita, si dedicò ad opere a tema religioso commissionate dalle parrocchie della provincia reggiana, tra cui un Sant'Antonio Abate e un San Mauro che sana un fanciullo per la chiesa parrocchiale di Massenzatico e due pale d'altare, tra le quali una Sant'Anna, per la chiesa della Natività di Maria Vergine di Villa Gazzata, dipinti che rivelano un cambiamento, seppur cauto, dell'originale impostazione pittorica avvicinandosi al Verismo. Di questo periodo anche un Sant'Andrea Avellino colto d'apoplessia mentre celebra la messa per la chiesa di Santa Teresa e un San Filippo Neri per l'omonima chiesa, entrambe a Reggio Emilia.
Ricoprì inoltre incarichi istituzionali, quello di consigliere provinciale tra il 1865 e il 1866, e fu membro di diverse commissioni artistiche di Reggio, tra le quali l'Opera Pia Ferrari Bonini.
Dopo lunga malattia il Pellizzi morì a Reggio Emilia nel 1874, trovando sepoltura nel cimitero monumentale.